# Altländer Pfannkuchenapfel
Der Altländer Pfannkuchenapfel (auch Echter Pfannkuchenapfel) ist eine Alte Apfelsorte, die vor 1840 als Zufallssämling im Alten Land entstanden ist. Bei der Sorte handelt es sich um eine alte Erwerbssorte, die – früher eine gängige Marktsorte – heute nur noch von Liebhabern angebaut wird.
Die Sorte Altländer Pfannkuchenapfel ist aktuell auf der Roten Liste der gefährdeten einheimischen Nutzpflanzen in Deutschland aufgeführt. Diese Rote Liste umfasst alle Arten einheimischer Nutzpflanzen und deren Sorten, Landsorten und Varietäten, die in Deutschland an lokale Bedingungen angepasst und von Bedeutung waren.
Der Altländer Pfannkuchenapfel wurde 2006 zur „Streuobstsorte des Jahres“ in Norddeutschland gewählt.
Der Baum wächst nur schwach bis mittelstark und bildet eine breite Krone. Der Ertrag setzt erst spät ein, ist dann hoch, aber nicht regelmäßig. Die Sorte bevorzugt gut mit Feuchtigkeit versorgte, nährstoffreiche Böden. Für Krankheiten ist sie nur wenig anfällig.
Der Apfel wird mittelgroß bis groß mit einer breitkugelig-flachen, häufig unregelmäßigen Form. Er hat eine grün-gelbe Grundfarbe mit roter, streifiger Deckfarbe. Der Geschmack ist süßsäuerlich mit nur leichtem Aroma. Der Apfel ist ab Ende Oktober pflückreif und ab Februar genussreif, womit er zu den Winteräpfeln gehört; große Früchte wurden früher zur Verwendung als Küchenapfel bis Juni gelagert.